# Karol Paszkiewicz
Karol Czesław Paszkiewicz herbu Radwan (ur. 26 marca 1805 w Krzeczowie lub Budziatyczach na Wołyniu, zm. 11 lub 14 kwietnia 1885 w Roman) – powstaniec listopadowy, belwederczyk, żołnierz, działacz emigracyjny.

## Życiorys
Pochodził z rodziny drobnoszlacheckiej ze wsi Krzeczów lub Budziatycze w guberni wołyńskiej. Jego ojciec został wywieziony w roku 1812 na Sybir. Wraz z bratem Józefem ukończył Liceum Krzemienieckie (młodszy brat Władysław brał udział w powstaniu styczniowym). W rodzinne strony powrócił w roku 1823.
Od 1 VI 1825 służył w Pułku Grenadierów Gwardii, 13 X 1830 wziął dymisję. Był słuchaczem Szkoły Podchorążych, której jednak nie ukończył. Należał do kierownictwa Sprzysiężenia Wysockiego, które zainicjowało wybuch powstania listopadowego. Do Sprzysiężenia należała także matka Paszkiewicza i po upadku powstania była ścigana przez władze carskie. Karol Paszkiewicz był zwolennikiem wystąpienia przeciw caratowi w momencie koronacji Mikołaja I na władcę Królestwa Polskiego w Warszawie w maju 1829 r. (tzw. spisek koronacyjny) – do zamachu na cara jednak wówczas nie doszło. Przed nocą listopadową podejmował próby pozyskania poparcia znanych polityków dla planów powstańczych – kontaktował się w tym celu m.in. z Julianem Ursynem Niemcewiczem, który jednak stanowczo potępiał zamiar powstania. Przed wybuchem powstania Karol Paszkiewicz miał studzić zapały współspiskowców, wskazując na trudności i niechętny stosunek generalicji do planów powstańczych.
Do historii przeszedł jako uczestnik ataku na Belweder w noc listopadową (29 XI 1830). Było to pierwsze zbrojne wystąpienie powstańców listopadowych. Karol Paszkiewicz należał do grupy atakującej siedzibę wielkiego księcia Konstantego od strony ogrodowej. Szturm belwederski zakończył się niepowodzeniem, jednak w jego wyniku wielki książę Konstanty bezpowrotnie utracił władzę w Królestwie Polskim.
Według Richarda Ottona Spaziera, Karol Paszkiewicz uratował w noc listopadową gen. Bontempsa, któremu groziła śmierć ze strony tłumu nacierającego na Arsenał.
W powstaniu listopadowym służył w pułku Ludwika Kickiego (brał udział w wyprawie Kickiego na Modlin) oraz w 2 Pułku Mazurów (od 23 XII). Walczył w bitwie pod Grochowem. Z polecenia Komisji Rządowej Wojny (23 III) został przeniesiony do jazdy litewsko-wołyńskiej, w której pozostawał do końca powstania. Brał udział w bitwach pod Ostrołęką, Budziskami, Raciążem i in. 25 IX otrzymał Złoty Krzyż Virtuti Militari (nr 3389), a także awans do stopnia podporucznika sztabu, jednak tego samego dnia, z powodów zdrowotnych, wziął dymisję. 5 X przeszedł z gen. Rybińskim granicę pruską. Do stopnia kapitana awansował w listopadzie 1831
Po upadku powstania udał się na emigrację – m.in. do Francji. We Francji należał początkowo do zakładu w Bourges. W 1844 r. uznał przywództwo gen. Rybińskiego. Od roku 1846 zamieszkiwał w Nevers. Uczestniczył w wydarzeniach rewolucji lutowej 1848 r. Po wybuchu powstania styczniowego Komitet Narodowy w Paryżu mianował go swym reprezentantem w Strasburgu. Wkrótce wyjechał do Galicji, gdzie organizował tzw. Oddział VIII, mający wziąć udział w powstaniu – nie zdołał jednak przekroczyć granicy. Ścigany przez austriacką policję zbiegł do Mołdawii. W mieście Roman założył pensję dla dziewcząt (kierowała nią żona Paszkiewicza; sam Paszkiewicz pracował tam jako wykładowca). W Galicji miał brata Władysława (powstańca styczniowego, zm. 1879 w Wiedniu), którego częstokroć odwiedzał.
Najwyższy Sąd Kryminalny w Warszawie skazał go zaocznie na karę śmierci za udział w zamachu na życie wielkiego księcia Konstantego. Wyrok ten zamieniono następnie na dożywotnią banicję (1834).
W 50. rocznicę wybuchu powstania, 29 listopada 1880 roku, był jednym z gości honorowych (obok m.in. drugiego belwederczyka – Leonarda Rettla) uroczystych obchodów rocznicowych we Lwowie. Do Lwowa przyjechał z Rumunii, gdzie w tym okresie zamieszkiwał. W tym samym roku podpisał Poselstwo do narodu weteranów polskich, zawierające wskazówki patriotyczne dla młodego pokolenia.
Zmarł w roku 1885, w miejscowości Roman na terenie dzisiejszej Rumunii.

## Upamiętnienie
Paszkiewicz został pochowany na cmentarzu w Romanie w grobowcu rodziny Lityńskich. W 61 rocznicę wybuchu powstania na bocznej ścianie kaplicy grobowej postanowiono wmurować tablicę upamiętniającą belwederczyka. Na tablicy o wymiarach 90x60 cm umieszczono napis w języku łacińskim.  Brzmiał on: " Hic iacet Carolus Radwan Paszkiewicz miles Polonus. Alumnus Academiae militaris Varsoviensis. Qui audacem et interritum animum in rebus, que in Belvedero gestae sunt, ostendit praestititque. Praefectus cohortis. De libertate Patriae fortissime pugnavit A.D. MDCCCXXXI. Vulneratus in pugna Grochoviensis Honoris cruce verbis "Virtuti militari" distincta decoratus. Exul. summum gentis decus. Exemplum virtutis. Natus in vico Krzeczów in Volhynia A.D. MDCCCV. mensis Martii die XXVII. Mortus in oppido Roman A.D.  MDCCCLXXXV mensis Aprilis die XIV. Civi optime de Partia merito Poloni, qui Bucovinam incolunt, hoc monumentum pio animo posuerunt".
Autorem tablicy był rzeźbiarz Julian Markowski, który bezpłatnie wyrył pozłacany napis na białym kararyjskim marmurze. Tablica została oprawiona " w okazałe, złocone, metalowe ramy", które podarował p. Bratkowski ze Lwowa. Odsłonięto ją 29 listopada 1891 roku.